# Buglossoides czernjajevii
Buglossoides czernjajevii är en strävbladig växtart som först beskrevs av Klok., och fick sitt nu gällande namn av Czer. Buglossoides czernjajevii ingår i släktet sminkrötter, och familjen strävbladiga växter. Inga underarter finns listade i Catalogue of Life.